# Jacob Boot
Jacob Boot   (Wormerveer, 1 de març de 1903 - Dordrecht, 14 de juny de 1986) va ser un atleta neerlandès que va competir durant la dècada de 1920 i 1930.
El 1924 va prendre part en els Jocs Olímpics de París, on disputà dues proves del programa d'atletisme. Guanyà la medalla de bronze en els 4x100 metres relleus, fent equip amb Jan de Vries, Harry Broos i Marinus van den Berge, mentre en el salt de llargada fou vuitè.
Quatre anys més tard, als Jocs d'Amsterdam, quedà eliminat en sèries en l'única prova del programa d'atletisme que disputà, els 100 metres.
Es proclamà campió nacional de salt de llargada el 1923, 1924, 1932 i 1933.

## Millors marques
- salt de llargada. 7m 24cm (1932)[1]